# Nördlicher Bootsmannfisch
Der Nördliche Bootsmannfisch (Porichthys notatus) ist ein Vertreter der Froschfische (Batrachoididae), der an der Pazifikküste Nordamerikas von Alaska bis Baja California vorkommt. Es gibt zwei getrennte Populationen, eine bei Oregon und nördlich davon, die andere südlich von San Francisco. In der Zwischenzone wurden nur wenige Exemplare gesichtet.

## Merkmale
Der Nördliche Bootsmannfisch wird bis zu 38 cm lang und ist von olivbrauner bis bronzener Farbe. Einige Exemplare schimmern purpurn auf der Oberseite, die Unterseite ist hell, manchmal auch goldgelb. Unter dem Auge befindet sich ein weißer, bogenförmiger Fleck, darunter ein schwarzer. Jungfische haben einen verschwommenen, dunklen, sattelförmigen Fleck auf dem Rücken. Die Brustflossen sind breit, die Schwanzflosse klein und abgerundet. Im Unterschied zu Porichthys myriaster sind die Flossen ungefleckt. Die Anzahl der Branchiostegalstrahlen liegt bei sechs. Die Leuchtorgane an der Unterseite des Kopfes sind V-förmig angeordnet.
Flossenformel: Dorsale II/33–37, Anale 30–35.  

## Lebensweise
Nördliche Bootsmannfische leben von der Gezeitenzone, wo ausgewachsene Tiere die Ebbe auch außerhalb des Wassers, unter Steinen und Seetang verborgen und Luft atmend, überstehen können, bis in Tiefen von unter 350 Metern auf Sand- und Schlammböden. Ausgewachsene Bootsmannfische führen in der Nacht vertikale Wanderungen durch. Sie ernähren sich von Krebstieren und kleinen Fischen. Sie sind ovipar. Gelaicht wird vor allem in Buchten. Das Gelege wird vom Männchen in einem aus Steinen gebauten Nest bewacht.
Bootsmannfische sind eine wichtige Nahrung für Kalifornische Seelöwen und Seehunde.

## Laute
Das Männchen des Nördlichen Bootsmannfisches lockt während der Laichzeit mit lautstarkem Brummen Weibchen an, um sie zum Eierlegen anzuregen. Wenn sich einige Männchen relativ nahe beieinander befinden, kann das Brummen sogar Bootswände zum Vibrieren bringen. Damit der Bootsmannfisch ob des eigenen Balzrufes nicht taub oder hörgeschädigt wird, werden die Tonproduktion und der Gehörsinn von derselben Hirnregion kontrolliert. Während er mit der Schwimmblase ein hörbares Vibrato von ca. 100 Hz erzeugt, wird gleichzeitig ein Signal an die Haarzellen seines Ohres gesandt, das deren Geräuschempfindlichkeit deutlich senkt.
Der Balzruf kann nur Weibchen anlocken, die befruchtbare Eier in sich tragen, da beim Bootsmannfisch-Weibchen erst bei erhöhtem Östrogenspiegel „die Ohren geöffnet“ werden. Die Weibchen suchen Männchen auf, die besonders laut und bis zu einer Stunde lang brummen, womit sie den hormonellen Status anzeigen.